# Rafael Diniz Alves e Silva
Rafael Diniz Alves e Silva, mais conhecido como Rafinha (Alumínio, 21 de junho de 1991) é um futebolista brasileiro que atua como meia e atacante. Atualmente joga pelo Barra-SC.

## Carreira
Nascido em São Paulo, Rafinha começou sua carreira nas categorias de base do Audax São Paulo, durante os anos de 2010 e 2011 esteve no Porto por empréstimo. Em 2011 integrou-se ao time principal mas com poucas aparições, no ano seguinte teve mais oportunidades no time paulista durante do Campeonato Paulista tendo conseguido marcar seis gols.
Em 2013 foi contratado pela Ponte Preta após de destacar no Audax. Realizou sua estreia numa derrota por 2 a 0 para o Botafogo em partida válida pelo Campeonato Brasileiro. Não conseguindo se firmar e tendo oportunidades na Macaca, Rafinha acertou sua ida para o Guaratinguetá. No ano seguinte retornou para o Audax.
Sendo novamente destaque no time de Osasco, Rafinha foi contratado pelo Atlético Paranaense por três anos. Estreou em uma derrota por 2 a 1 para o Maringá em partida válida pelo Campeonato Paranaense. Marcou seu primeiro gol pelo Furacão em uma goleada por 5 a 0 diante do Nacional-PR.
Sem espaço no Furacão foi emprestado até o fim do ano para o ABC. Realizou sua estreia numa derrota por 1 a 0 para o Ceará. Diante do Criciúma marcou dois gols no empate por 2 a 2 em partida válida pelo Campeonato Brasileiro.

## Títulos
Goiás
- Campeonato Goiano: 2018

Remo
- Copa Verde: 2021